# Jean Pierre Ceton
Jean Pierre Ceton est un écrivain français, né en 1950 à Ceton.

## Biographie
Jean Pierre Ceton a pris le nom du village du Perche où il a grandi. Il fait la rencontre de Marguerite Duras qui lui dédie le recueil de textes Les Yeux verts parus tout d'abord dans Les Cahiers du cinéma en 1980.

## Œuvres

### Filmographie
- Discours, avec Irène Fournier, 1976
- Narcisso-métal, 1979
- Fréquence perdue, 1982

## Source
- Dominique Noguez, Éloge du cinéma expérimental : définitions, jalons, perspectives, Centre Georges Pompidou, 1979, p. 117